# Coelorinchus labiatus
Coelorinchus labiatus és una espècie de peix de la família dels macrúrids i de l'ordre dels gadiformes.
Pot atènyer fins a 50 cm de llargària total. Menja principalment peixets i crustacis. És un peix d'aigües profundes que viu entre 460-2220 m de fondària. Es troba a l'Atlàntic oriental. Pot arribar a viure 10 anys.